# Каразинью
Каразинью (порт. Carazinho)  —  муниципалитет в Бразилии. входит в штат Риу-Гранди-ду-Сул. Составная часть мезорегиона Северо-запад штата Риу-Гранди-ду-Сул. Входит в экономико-статистический  микрорегион Каразинью, который входит в Северо-запад штата Риу-Гранди-ду-Сул. Население составляет 58 488 человек на 2007 год. Занимает площадь 665,092 км². Плотность населения — 93,2 чел./км².
Праздник города — 24 января.

## История
Город основан в 1931 году.

## Статистика
- Валовой внутренний продукт на 2003 составляет 594.957.031,00 реалов (данные: Бразильский институт географии и статистики).
- Валовой внутренний продукт на душу населения на 2003 составляет 9.917,27 реалов (данные: Бразильский институт географии и статистики).
- Индекс развития человеческого потенциала на 2000 составляет 0,799 (данные: Программа развития ООН).

## География
Климат местности: субтропический гумидный.